# Mezikontinentální balistická raketa

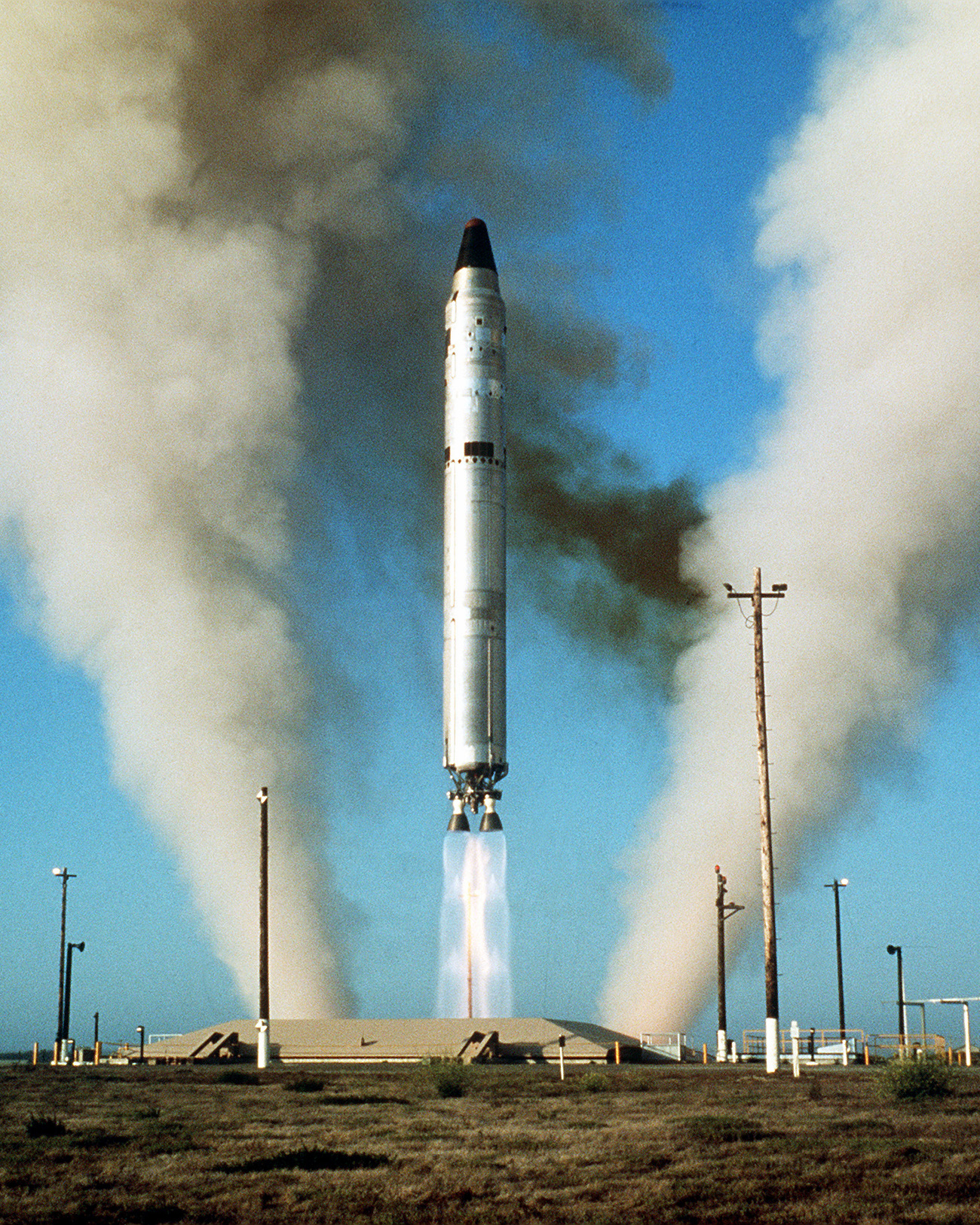
Zkušební start americké rakety LGM-25C Titan II z podzemního sila na Vandenbergově letecké základně, USA, 70. léta

Mezikontinentální balistická raketa (anglicky intercontinental ballistic missile – zkráceně ICBM) je strategická balistická raketa schopná dopravit s vysokou přesností (kruhová odchylka většinou do 500 metrů) na vzdálenost převyšující 5500 km (3400 mil) bojovou hlavici (warhead), většinou vybavenou jadernou nebo termonukleární náloží. Bojová hlavice je umístěna ve speciálním pouzdře nazývaném návratové těleso, které je opatřeno tepelnou ochranou, umožňující překonat vysoké tepelné namáhání způsobené aerodynamickým ohřevem během sestupu atmosférou k cíli. Současné mezikontinentální balistické rakety mohou nést více samostatně naváděných návratových těles a mimoto řadu tzv. klamných hlavic, většinou nafukovacích z pokovené umělohmotné fólie, které mají za cíl znesnadnit systémům protiraketové obrany účinný zásah proti blížícím se projektilům.
Současné mezikontinentální balistické rakety používají tuhé pohonné látky, které mají z vojensko-operačního hlediska řadu výhod, z nichž hlavní jsou dlouhodobá skladovatelnost ve stavu bojové pohotovosti, vysoká spolehlivost a relativně bezpečná obsluha a údržba. Jistou nevýhodou je poněkud menší výkonnost ve srovnání s raketami na kapalné pohonné látky; pokrok ve vývoji heterogenních tuhých pohonných látek v posledních desetiletích však i tento rozdíl značně snížil.
Mezikontinentální balistické rakety jsou srovnatelné s balistickými raketami SLBM odpalovanými z ponorek, které prodělaly obdobný vývoj.

## Historie

### Druhá světová válka
První skutečná konstrukce ICBM vzešla z programu V-2 nacistického Německa. Kapalným palivem poháněná raketa V-2, navržená Wernherem von Braunem a jeho týmem, byla na konci druhé světové války široce využívána k ostřelování britských a belgických měst.
V rámci projektu Amerika vyvinul von Braunův tým raketu A9/10 určenou k ostřelování New Yorku a dalších amerických měst. Původně bylo zamýšleno navádět ji rádiem, ale po selhání operace Elster byla změněna na pilotovaný objekt. Druhý stupeň rakety A9/A10 byl několikrát testován v lednu a únoru 1945.
Po válce Američané provedli operaci Paperclip, která převezla von Brauna a stovky dalších předních německých vědců do Spojených států k vývoji raket IRBM, ICBM a nosných raket pro americkou armádu.
Tuto technologii předpovídal americký generál Henry H. Arnold, který v roce 1943 napsal:
| „ | Jednoho dne, ne za dlouho, se může odněkud cosi vynořit – nebudeme schopni to slyšet, přijde to rychle – nějaké důmyslné zařízení s výbušninou tak silnou, že jedna střela bude schopna zcela zničit město jako Washington. | “ |

### Studená válka
Po druhé světové válce byl vývoj mezikontinentálních balistických raket zahájen v SSSR a USA a založen na programu V-2 a jiných německých válečných vzorech. Každá odnož amerických ozbrojených sil zahájila své vlastní programy, což vedlo ke značnému zdvojení úsilí. V SSSR byl raketový výzkum organizován centrálně, i když několik týmů pracovalo na různých konstrukcích.
V SSSR byl raný vývoj zaměřen na rakety schopné zaútočit na evropské cíle. To se změnilo v roce 1953, kdy dostal Sergej Koroljov nařízení zahájit vývoj skutečné mezikontinentální rakety schopné nést nově vyvinuté vodíkové pumy. Vzhledem ke stálému financování po celou dobu se R-7 vyvíjela s určitou rychlostí. První start se uskutečnil 15. května 1957 a vedl k havárii 400 km (250 mi) od místa odpalu. První úspěšný test následoval 21. srpna 1957, absolvovala let o délce 6 314 km a maketa hlavice se rozpadla nad cílovou oblastí Kura na Kamčatce. Stala se tak první mezikontinentální raketou na světě. Konstruktéři totiž podcenili problémy návratu těles do atmosféry a tak zkouška s ostrou „municí“ musela být odložena. Nicméně je pravdou, že Wernher von Braun, pracující pro americký Pentagon, mohl již v roce 1956 svou raketou Redstone Rusy předběhnout, avšak Američané dali přednost raketě Vanguard. První jednotka strategických raket začala fungovat 9. února 1959 v Plesecku v severozápadním Rusku.
Nosná raketa R-7 také vynesla 4. října 1957 první umělou družici Sputnik 1 do vesmíru. První vesmírný let s lidskou posádkou v historii byl proveden raketou Vostok odvozenou z R-7 12. dubna 1961 a kosmonautem Jurijem Gagarinem. Silně modernizovaná verze R-7 se stále používá jako nosná raketa pro sovětskou/ruskou kosmickou loď Sojuz více než 60 let po původní raketové konstrukci Sergeje Koroljova.
Spojené státy zahájily výzkum mezikontinentálních raket v roce 1946 projektem RTV-A-2 Hiroc. Jednalo se o třífázové úsilí s vývojem mezikontinentální rakety, který měl začít až ve třetí etapě. Financování však bylo sníženo po pouhých třech částečně úspěšných odpalech v roce 1948 konstrukce druhé etapy, používané k testování variací na konstrukci V-2. S ohromnou leteckou převahou a skutečnými mezikontinentálními bombardéry nově vznikajícího amerického letectva nebyl brán problém rozvoje mezikontinentálních raket vážně. Věci se změnily v roce 1953 testováním první sovětské termonukleární zbraně, ale teprve v roce 1954 byla raketovému programu Atlas dána nejvyšší národní priorita. 11. června 1957 se uskutečnil první start americké balistické rakety Atlas A, která však byla kvůli poruše motorů po 24 sekundách zničena. Plný mezikontinentální dolet byl dosažen v plném dosahu 28. listopadu 1958 s modifikací Atlas B. První ozbrojená verze Atlasu, Atlas D, byla prohlášena za funkční v lednu 1959 na Vandenbergově základně, ačkoli ještě neletěla. První zkušební let byl proveden 9. července 1959 a raketa byla přijata do služby 1. září.
V sedmdesátých letech vyvinula první generaci mezikontinentálních balistických raket také Čínská lidová republika.
Obě supervelmoci, SSSR a USA, vyvinuly postupně kromě dalších typů pozemních mezikontinentálních raket také rakety podobného doletu, kterými byly vyzbrojovány jaderné ponorky. Ty skýtaly možnost překvapivého útoku z předem neznámých pozic pod hladinou oceánů, a hlavně umožnily odpálit ICBM z podstatně menší vzdálenosti od cíle a tím snížit reakční dobu. Protože vývoj stále nových prostředků pro dopravu zbraní hromadného ničení vedl ke spirálové eskalaci, byly v rámci dohod SALT a SALT II, uzavřených mezi USA a SSSR, stanoveny limity jak na počty nukleárních náloží, tak jejich nosičů. Tyto smlouvy připouštěly konverzi vybraných typů mezikontinentálních balistických raket na nosné rakety pro potřeby kosmonautiky. V roce 1972 byla též mezi USA a SSSR uzavřena smlouva ABM, omezující prostředky protiraketové obrany.
Tato smlouva byla po konci studené války pro USA velmi nevýhodná, protože USA chtěly dál pokračovat s vývojem vlastní ABM. Bill Clinton se nebyl schopen dohodnout s Borisem Jelcinem i za cenu značných investic USA do ruských radarových systémů, a tak od ní USA v roce 2002 jednostranně odstoupily.

## Druhy
ICBM se dále dělí na dvě podskupiny podle doletu:
- LRICBM, LRBM – plným názvem Limited Range Inter-Continental Ballistic Missiles, resp. Long-Range Ballistic Missiles jsou mezikontinentální balistické střely s omezeným doletem, resp. balistické střely dlouhého doletu (5500 až 8000 km)
- FRICBM – plným názvem Full-Range Inter-Continental Ballistic Missiles jsou mezikontinentální balistické střely s plným rozsahem doletu (8000 až 12 000 km)

## Fáze letu
Mezikontinentální balistické rakety díky délce svého doletu podstupují všechny tři fáze letu balistických raket. Více viz fáze letu balistických raket.